# Tejnka
Tejnka (dříve někdy také Týnka, Tajenka nebo Tenka) je název městské památkové zóny v Břevnově v Praze 6, na jejímž místě stával stejnojmenný dvůr a osada. Městská památková zóna byla vyhlášena v roce 2003. Její hranice začíná na křižovatce ulic Šlikova a Za Strahovem, pokračuje touto ulicí k jihu a západu, dále vede ulicí Nad Tejnkou, překračuje ulici U Ladronky, prochází do ulice Hošťálkova, kde se stáčí na východ a osou Šlikovy ulice směřuje do svého výchozího bodu.

## Historie

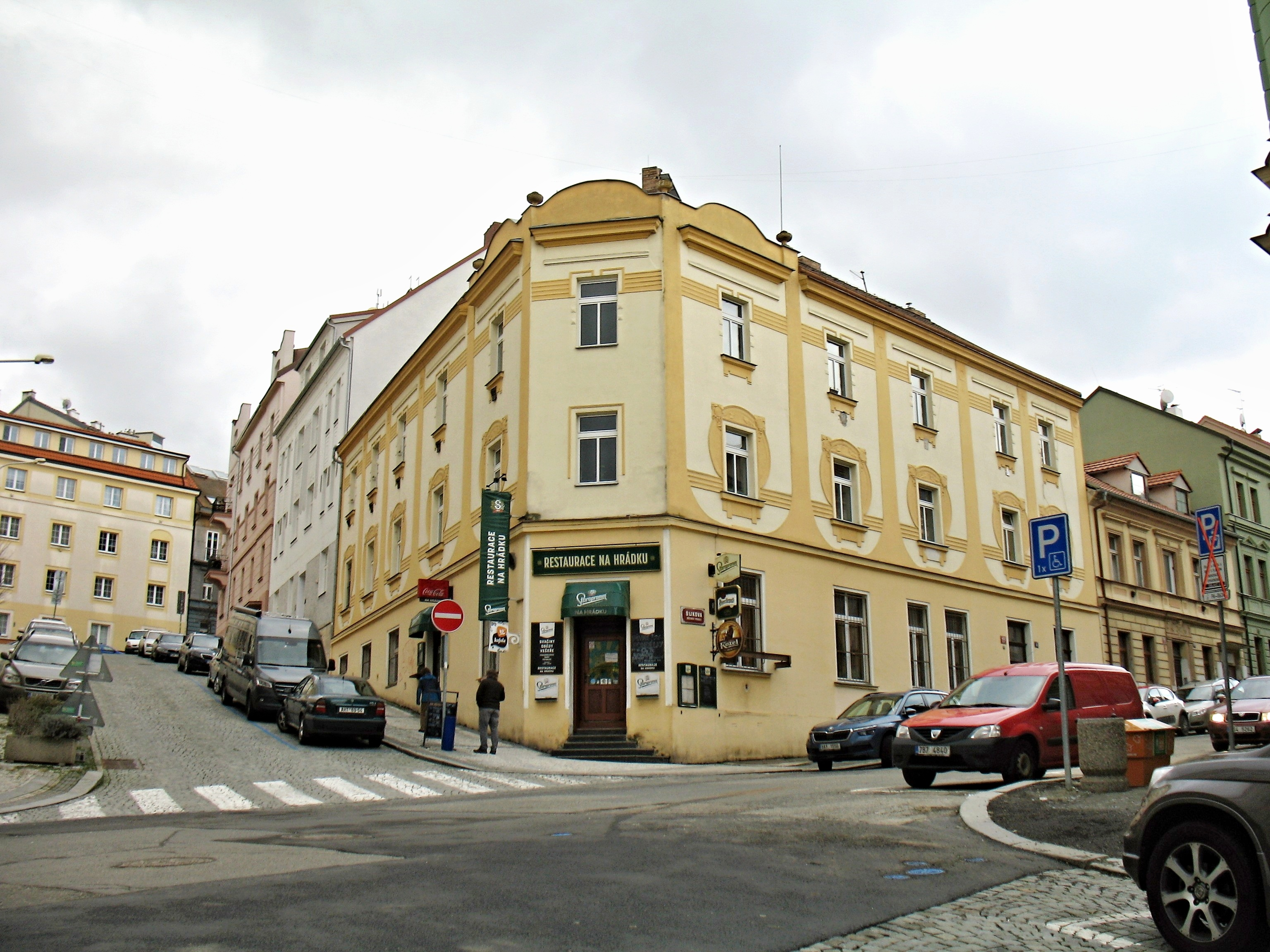
Restaurace Na Hrádku na rohu ulic Heleny Malířové a Šlikovy, která tvoří severní hranici městské památkové zóny Tejnka v Praze - Břevnově

Historie Tejnky sahá až do středověku, kdy na jejím místě stával poplužní dvůr patřící Břevnovskému klášteru. Kolem dvoru postupně vznikala celá osada, rozkládající se v oblasti mezi dnešní Tomanovou a Bělohorskou ulicí. Osada zanikla v 1. polovině 19. století, kdy se stala součástí Břevnova.

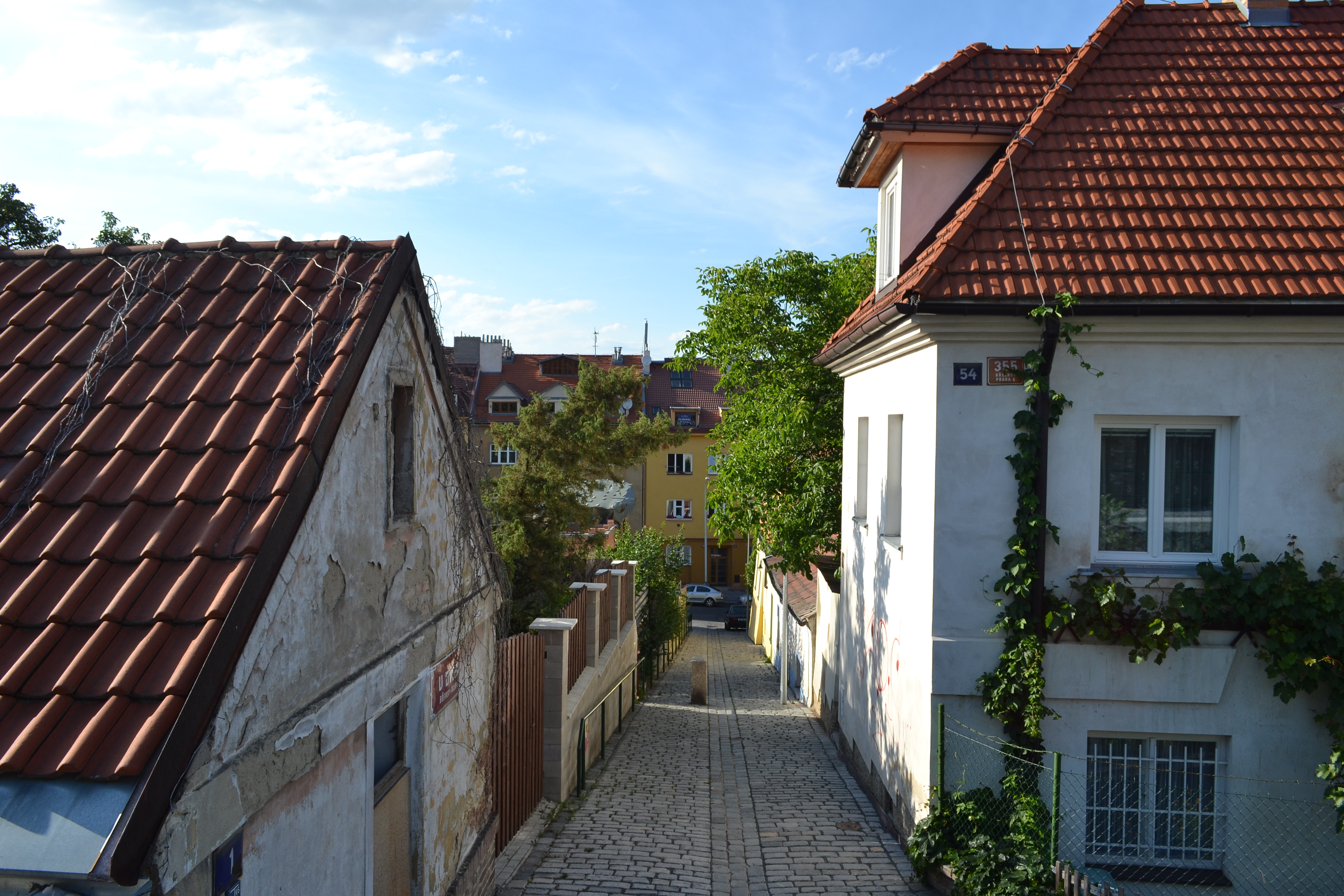
Pohled do ulice U Dvora. V těchto místech se nacházela usedlost Liborka.

Do katastru Tejnky patřily dvě dnes již zaniklé usedlosti, které vznikly na pozemcích vinice Žejdlovka a vinice Jana Tykance z Hradčan.
- Liborka, usedlost č.p. 358 (původně č.p. 13 v osadě Tejnka) získala jméno po Liboru Ubellovi, který zde v polovině 17. století nechal postavit kapli zasvěcenou sv. Liborovi. Dvůr byl přechodně v majetku Metropolitní kapituly v Praze a následně Břevnovského kláštera. Usedlosti se nacházela v okolí dnešní ulice U Dvora, kde lze také nalézt pozůstatky jejích budov.[5]
- Závěrka vznikla pravděpodobně v 17. století a byla majetkem Břevnovského kláštera. Jméno Závěrka nesla vinice se zájezdním hostincem č.p. 276 pocházejícím z 18. století i dům výběrčího mýta č.p. 277. Dvorec byl zdemolován ve 20. století a jeho jméno dnes připomínají názvy okolních ulic.[5]